# Байраковка
Байра́ковка (укр. Байраківка) — село на Украине, находится в Немировском районе Винницкой области.
Код КОАТУУ — 0523080201. Население по переписи 2001 года составляет 547 человек. Почтовый индекс — 22814. Телефонный код — 4331. Занимает площадь 3,88 км².

## Адрес местного совета
22814, Винницкая область, Немировский р-н, с. Байраковка.